# 최영아 (의사)
최영아는 대한민국의 내과의사다.
1995년 이화여대 의예과를 졸업한 뒤 2001년 전문의 자격증을 취득하자마자 노숙인 의료봉사를 시작했다.
1990년 학교 선배들과 함께 나간 급식봉사에서 청량리역에서 비를 맞으며 식판에 밥을 받아먹는 노숙자를 보고 내과를 선택했다.
이화여대 의과대학을 졸업한 후 청량리 다일천사병원 원장(2001~2004), 영등포 요셉의원 의사 및 의무원장(2004~2009), 서울역 다시서기의료진료소 원장(2009~2013), 마리아수녀회 도티기념병원 내과 과장으로 일했고 도티기념병원이 문을 닫은 후 서북병원에서 일하고 있다.

## 학력
- 1995 이화여자대학교 졸업
- 연세대학교 대학원 석사 졸업 (문학 석사)[4]

## 경력
- 2001-2004 청량리 다일천사병원 원장[5]
- 2004-2009 영등포 요셉의원 의사 및 의무원장[5]
- 2009~2013 서울역 다시서기의료진료소 원장[5]
- 2014-2017 마리아수녀회 도티기념병원 내과 과장
- 2017- 서북병원 내과 전문의

## 저서
- 《질병과 가난한 삶 (노숙인을 치료하는 길 위의 의사, 14년의 연구 기록)》 (청년의사) 2015년 2월 ISBN 978-89-912325-9-4

## 수상 이력
- 2011년 제9회 한국여성지도자상 특별상

## 같이 보기
- 선우경식